# استودیوهای بریتانیا رو
بریتانیا رو استودیوز (به انگلیسی: Britannia Row Studios) یک استودیوی ضبط موسیقی واقع در فولام انگلیس است. این استودیو توسط گروه پینک فلوید پس از پخش آلبوم کاش اینجا بودی ساخته شد. بخش‌های از آلبوم دیوار و تمام قسمت‌های آلبوم جانوران این گروه نیز در این استودیو ضبط شده است.نیک میسن، درام‌نواز گروه، مالک این استودیو بود، اما در میانه‌های دههٔ ۱۹۹۰ آن را به کت کومی -کسی که از میانه‌های ۱۹۸۰ آنجا را مدیریت می‌کرد- فروخت.
این استودیو مورد استفادهٔ هنرمندان مطرحی قرار گرفته است شامل:
- جوی دیویژن
- کیت بوش
- ریچارد اشکرافت
- بیورک
- اتومیک کیتن
- جیمز بلانت
- دنی مینوگ
- نیو اردر
- د کالت
- کیت نش
- کایلی مینوگ